# LEN Cup Winners' Cup
La LEN Cup Winners' Cup (in Italia nota come Coppa delle Coppe) è stata una competizione pallanuotistica europea per club organizzata dalla LEN.
Vi partecipavano le squadre vincitrici delle rispettive coppe nazionali che si affrontavano in gare ad eliminazione diretta e la squadra vincitrice affrontava i campioni d'Europa per la conquista della Supercoppa europea.
Il torneo è stato disputato dal 1974 al 2003. A partire dalla stagione successiva le squadre vincitrici delle rispettive coppe nazionali ottennero il diritto a partecipare all'Eurolega e così la coppa fu abolita. L'ultima squadra a conquistare il torneo è stata il  Circolo Nautico Posillipo, mentre il club più titolato è stato il Ferencváros, vincitore di quattro coppe.

## Albo d'oro
| Stagione | Campione      | Campione | Finalista       | Finalista |
| -------- | ------------- | -------- | --------------- | --------- |
| 1974-75  | Ferencváros   | HUN      | ?               |           |
| 1975-76  | Mladost       | YUG      | Orvosegyetem    | HUN       |
| 1976-77  | Mosca GU      | URS      | Primorje        | YUG       |
| 1977-78  | Ferencváros   | HUN      | Primorac        | YUG       |
| 1978-79  | Korčula       | YUG      | Ferencváros     | HUN       |
| 1979-80  | Ferencváros   | HUN      | POŠK            | YUG       |
| 1980-81  | CSK VMF Mosca | URS      | ?               |           |
| 1981-82  | POŠK          | YUG      | Crișul Oradea   | ROU       |
| 1982-83  | CSK VMF Mosca | URS      | Montjuïc        | ESP       |
| 1983-84  | POŠK          | YUG      | Vasutas         | HUN       |
| 1984-85  | Dinamo Mosca  | URS      | Jug Dubrovnik   | YUG       |
| 1985-86  | Vasas         | HUN      | Dinamo Bucarest | ROU       |
| 1986-87  | Mornar        | YUG      | Catalunya       | ESP       |
| 1987-88  | Posillipo     | ITA      | Jug Dubrovnik   | YUG       |
| 1988-89  | Arenzano      | ITA      | Spartacus       | HUN       |
| 1989-90  | Pescara       | ITA      | Dinamo Mosca    | URS       |
| 1990-91  | Partizan      | YUG      | Alphen          | NLD       |
| 1991-92  | Catalunya     | ESP      | Volturno        | ITA       |
| 1992-93  | Pescara       | ITA      | Hohenlimburg    | DEU       |
| 1993-94  | Pescara       | ITA      | Mediterrani     | ESP       |
| 1994-95  | Vasas         | HUN      | Pescara         | ITA       |
| 1995-96  | Roma          | ITA      | Vasutas         | HUN       |
| 1996-97  | Vouliagmeni   | GRC      | Roma            | ITA       |
| 1997-98  | Ferencváros   | HUN      | Olympiakos      | GRC       |
| 1998-99  | Mladost       | HRV      | Olympiakos      | GRC       |
| 1999-00  | Dinamo Mosca  | RUS      | Florentia       | ITA       |
| 2000-01  | Florentia     | ITA      | Barceloneta     | ESP       |
| 2001-02  | Vasas         | HUN      | Mladost         | HRV       |
| 2002-03  | Posillipo     | ITA      | Vasas           | HUN       |

### Edizioni vinte per club
| Pos. | Squadra          | Num. | Anni                   |
| ---- | ---------------- | ---- | ---------------------- |
| 1    | Ferencváros ()   | 4    | 1975, 1978, 1980, 1998 |
| 2    | Pescara ()       | 3    | 1990, 1993, 1994       |
| 2    | Vasas ()         | 3    | 1986, 1995, 2002       |
| 4    | Mladost (-)      | 2    | 1976, 1999             |
| 4    | CSK VMF Mosca () | 2    | 1981, 1983             |
| 4    | POŠK ()          | 2    | 1982, 1984             |
| 4    | Dinamo Mosca (-) | 2    | 1985, 2000             |
| 4    | Posillipo ()     | 2    | 1988, 2003             |
| 4    | Mosca GU ()      | 1    | 1977                   |
| 4    | Korčula ()       | 1    | 1979                   |
| 4    | Mornar ()        | 1    | 1987                   |
| 4    | Arenzano ()      | 1    | 1989                   |
| 4    | Partizan ()      | 1    | 1991                   |
| 4    | Catalunya ()     | 1    | 1992                   |
| 4    | Roma ()          | 1    | 1996                   |
| 4    | Vouliagmeni ()   | 1    | 1997                   |
| 4    | Florentia ()     | 1    | 2001                   |

### Edizioni vinte per Paese
| Pos. | Nazione          | Num. |
| ---- | ---------------- | ---- |
| 1    | Italia           | 8    |
| 2    | Ungheria         | 7    |
| 3    | Jugoslavia       | 6    |
| 4    | Unione Sovietica | 4    |
| 5    | Croazia          | 1    |
| 5    | Grecia           | 1    |
| 5    | Russia           | 1    |
| 5    | Spagna           | 1    |